# Pan Dokonalý
Pan Dokonalý (v anglickém originále Mr. Right) je americký akční romantický komediální film z roku 2015. Režie se ujal Paco Cabezas a scénáře Max Landis. Hlavní role hrají Sam Rockwell, Anna Kendrick, Tim Roth, James Ransone, Anson Mount, Michael Eklund a RZA.
Snímek sleduje mladou ženu (Kendrick), která zjistí, že její nový přítel (Rockwell) je profesionální zabiják. Film měl premiéru 19. září 2015 na filmovém festivalu v Torontu. Do kin byl uveden 8. dubna 2016 a získal negativní i pozitivní recenze od kritiků.

## Obsazení
| Sam Rockwell   | pan Dokonalý / Francis |
| Anna Kendrick  | Martha                 |
| Tim Roth       | Hopper                 |
| RZA            | Shotgun Steve          |
| James Ransone  | Von Cartigan           |
| Anson Mount    | Richard Cartigan       |
| Michael Eklund | Johnny Moon            |
| Katie Nehra    | Sophie                 |
| Alec Rayme     | ostřelovač             |

## Produkce
Projekt oznámila stránka Variety 8. října 2011 s Pacem Cabezasem jako režisérem a Maxem Landise jako scenáristou.5. května se k projektu připojili Sam Rockwell a Anna Kendrick. V říjnu se připojil zbytek obsazení. Natáčení bylo zahájeno 13. října 2014 v New Orleans a natáčelo se sedm týdnů.

## Recenze
Film získal spíše negativní recenze od kritiků. Na stránce Rotten Tomatoes získal z 48 započtených recenzí 40 procent s průměrným ratingem 4,8 bodů z deseti. Na serveru Metacritic snímek získal ze 17 recenzí 52 bodů ze sta. Na Česko-Slovenské filmové databázi snímek získal 60%.

## Ocenění
| Ocenění            | Kategorie                         | Nominovaný    | Výsledky |
| ------------------ | --------------------------------- | ------------- | -------- |
| Teen Choice Awards | Nejlepší filmová komedie          |               | nominace |
| Teen Choice Awards | Nejlepší filmová herečka: komedie | Anna Kendrick | nominace |